# Daredevil: Born Again
Born Again (рус. Рождённый заново) — сюжетная арка 1986 года, содержащаяся в комиксе издательства Marvel Comics Daredevil. Сценаристом выступил Фрэнк Миллер, а художником — Дэвид Мазукелли. Данная арка включает выпуски Daredevil #227—231. Позже она была переиздана в формате графического романа вместе с предыдущим выпуском Daredevil #226 и последующей сюжетной линией в Daredevil #232—233, которая разрешила некоторые неувязки оригинальной сюжетной линии. Из-за этого последующая сюжетная линия стала считаться частью «Рождённого заново».
История описывает падение Сорвиголовы в безумие и нищету по вине Кингпина, а также последующую борьбу за построение новой жизни для себя.

## Сюжет
Карен Пейдж, бывшая секретарша юридической конторы «Нельсон и Мёрдок» в Нью-Йорке и бывшая девушка Мэтта Мёрдока, ушла много лет назад, чтобы заняться актёрской карьерой. После короткого периода успеха она стала героиновой наркоманкой и была вынуждена сниматься в порнографических фильмах в Мексике. Оказавшись в затруднительном положении, она продаёт информацию о том, что Мэтт — Сорвиголова, за дозу героина. Эту информацию она продаёт Кингпину. В течение следующих шести месяцев Кингпин использует своё влияние, чтобы налоговая служба заморозила счёта Мёрдока, банк обратил взыскание на его квартиру, а лейтенант полиции Николас Манолис дал показания, что видел, как Мёрдок заплатил свидетелю, чтобы тот лжесвидетельствовал. По стечению обстоятельств, девушка Мёрдока Глорианна О’Брин бросает его и начинает встречаться с его партнёром и лучшим другом Фогги Нельсоном.
В ходе первоначального расследования Сорвиголова выясняет, что Манолис помогает подставить Мёрдока в обмен на лечение его сына, но он не может найти того, кто стоит за подставой, и не желает сдавать Манолиса властям. Исключительная юридическая защита Нельсона спасает Мёрдока от тюремного заключения, хотя ему запрещено заниматься адвокатской практикой. Сорвав свой первоначальный план, Кингпин подрывает квартиру Мёрдока, оставив на обломках его костюм Сорвиголовы, чтобы показать, что он знает его тайную личность и несёт ответственность за его недавние судебные процессы. Он также отдаёт приказ убить всех, кто владеет информацией о личности Сорвиголовы. Карен ускользает от убийц Кингпина и добирается до Нью-Йорка, чтобы найти Мёрдока.
За Мёрдоком, теперь уже бездомным, страдающим паранойей и становящимся все более агрессивным, постоянно следят подчинённые Кингпина, предоставляя Кингпину частую информацию о психическом состоянии Мёрдока, так как он стал одержим плодами своего плана по уничтожению Мёрдока. Движимый мыслями о мести, Мёрдок сталкивается с Кингпином в его офисе и подвергается жестокому избиению со стороны повелителя преступности. Чтобы предотвратить расследование его смерти, потерявшего сознание Мёрдока обливают виски и привязывают к угнанному такси, которое затем сталкивают в Ист-Ривер. Мёрдок приходит в сознание, выбирается из такси и плывёт к спасению. Тяжело раненный, он, спотыкаясь, пробирается через Адскую кухню и в конце концов попадает в спортзал, где его отец тренировался как боксёр. Там его находит мать Мэгги, которая, не появляясь в жизни Мэтта десятилетиями, стала монахиней в местной католической церкви. Она выхаживает его и возвращает ему здоровье.
Тем временем репортёр газеты «Дейли Багл» Бен Урих расследует судьбу своего доверенного лица и бдит вместе с Манолисом, пока его сына увозят на операцию. Когда сын умирает, Манолис признаётся Уриху в подставе и в своих подозрениях, что за этим стоит Кингпин. Медсестра Лоис, назначенная Кингпином следить за Манолисом, в ответ ломает Уриху пальцы и избивает Манолиса почти до смерти. Невозмутимый Манолис звонит Уриху с больничной койки, однако Лоис врывается в его палату и душит его, положив трубку на кровать, чтобы Урих мог слышать его убийство. Вместо того, чтобы успокоить его, это побуждает Уриха начать расследование, предупредив свою газету и власти о сложившейся ситуации.
Карен прибывает в Нью-Йорк, подцепив фанатика порнографии Пауло Скорцезе, который снабжает её героином в обмен на сексуальные услуги. Она связывается с Фогги, чтобы узнать о местонахождении Мёрдока. Когда он понимает, что Пауло избивает её, Фогги настаивает на том, чтобы забрать её к себе домой.
Кингпин, все больше одержимый желанием убить Мёрдока, использует свои военные связи, чтобы заполучить американского суперсолдата Нюка. Чтобы выманить Мёрдока из укрытия, он организует освобождение из психушки буйного душевнобольного, который переодевается в костюм Сорвиголовы и убивает Нельсона. Медсестре Лоис приказано переехать в другое место, чтобы её не могли привлечь к ответственности, но она восстаёт и пытается убить Уриха. Мёрдок, следивший за Уричем с тех пор, как узнал о статьях, которые тот пишет о Кингпине, вырубает Лоис и оставляет её властям. Затем он подслушивает телефонный звонок Уриха, который сообщает ему о заговоре с целью убийства Нельсона. В это же время Пейдж замечает Скорцезе, преследующего Нельсона. Чтобы помешать ему убить Нельсона, она выбегает на улицу, чтобы встретить его, но на них нападают киллеры, которым Кингпин приказал убивать всех, кто выйдет из здания. Самозваный Сорвиголова прибывает на место и застаёт Мёрдока в ожидании. Мёрдок побеждает самозванца и спасает Пейдж. Пейдж признаётся, что это она выдала его тайну, но Мёрдок говорит ей, что он уже не переживает потерю материальных ценностей. Теперь они снова вместе, они переезжают в заброшенную квартиру, где Мёрдок помогает ей пережить героиновую ломку, одновременно поддерживая их в качестве повара в закусочной.
Медсестра Лоис предлагает дать показания против Кингпина в обмен на смягчение приговора, но он убивает её репортёром газеты «Дейли Багл», посланным взять у неё интервью. Не сумев выманить Мёрдока из укрытия, Кингпин приказывает Нюку лететь на Адскую кухню и совершить общее нападение. С вертолёта Нюк расстреливает десятки мирных жителей и уничтожает закусочную, в которой работает Мёрдок. Появившись в роли Сорвиголовы впервые после разрушения своей квартиры, он не оставляет другого выбора, кроме как убить и Нюка, и его пилота, чтобы избежать дальнейшей гибели мирных жителей. Однако Нюк выживает после нападения, и Мстители прибывают на место происшествия, чтобы взять Нюка под стражу.
Капитан Америка, обеспокоенный тем, что у Нюка на лице вытатуирован флаг США, выясняет его биографию. Когда военные власти дают ему уклончивые ответы, он проникает в сверхсекретные записи и обнаруживает, что Нюк — единственный выживший подопытный из нескольких попыток воссоздать проект «Возрождение». Возрождение проекта, который усовершенствовал тело самого капитана. Нюк освобождается из-под стражи на той же базе. Его останавливает Капитан Америка, но Кингпин отдаёт приказ убить Нюка. Нюка расстреливают военные. Услышав о побеге Нюка, который украл деньги у импортёров наркотиков Кингпина, чтобы восстановить закусочную, Сорвиголова выхватывает Нюка у Капитана Америки и доставляет его в «Дейли Багл», надеясь заставить его дать показания о Кингпине. Он оказывается недостаточно быстрым, и Нюк умирает, не успев дать никаких показаний.
Пытаясь вернуть Нюка у Сорвиголовы, Капитан Америка вместо этого натыкается на одного из киллеров, посланных убить Нюка. Киллер называет имя Кингпина, который стоит за нападением Нюка на Адскую кухню, что вызывает волну судебных исков. Хотя Кингпину удаётся отбиться от большинства (но не от всех) обвинений, его общественный имидж честного и респектабельного бизнесмена разрушен, а его лейтенанты теряют к нему доверие. Его одержимость не ослабевает, он игнорирует роль Капитана Америки и планирует отомстить Мёрдоку. Что касается Мёрдока, то он живёт в Адской кухне, довольный своей жизнью с Карен и клятвой бороться за справедливость в своём районе.

## Темы и символизм
В «Born Again» активно используется христианская символика, в основном из римского католицизма, а в названии упоминается католическое учение о крещении. Сама фраза произнесена Иисусом в 3-й главе Евангелия от Иоанна в знак того, что старая жизнь должна закончиться, чтобы началась новая). Хотя действие романа происходит в рождественский период, он почти полностью повторяет пасхальную тематику.
На заставках первых четырёх глав Мэтт Мёрдок лежит. В главах 2 и 3 он лежит в позе эмбриона, а в главе 4 принимает позу распятого Иисуса Христа. На заставке главы 5 он стоит, представляя воскресшего Иисуса. В главе 3 его блуждания по Адской кухне параллельны пути Иисуса на Голгофу, включая три падения, представленные в Крёстных путях, а кульминацией становится изображение Пьеты. Сестра Мэгги играет роль Девы Марии, а голубь (традиционно используемый в христианском искусстве для представления Святого Духа) позирует над ней. Все названия глав, за исключением названий сюжетной арки в #232—233, являются названиями христианских понятий.

## Издание в России
В России данную сюжетную арку перевело и выпустило издательство «Панини Рус» в 2014 году в рамках серии «Marvel. Официальная коллекция комиксов».
Затем — издательство «Комильфо» в 2017 году. В русской версии комикс включает выпуски Daredevil #227—233. Комикс в мягком переплёте, форматом 170×240 мм, печатался один раз, без допечаток.